# Wyeomyia davisi
Wyeomyia davisi är en tvåvingeart som beskrevs av Lane och Nelson Leander Cerqueira 1942. Wyeomyia davisi ingår i släktet Wyeomyia och familjen stickmyggor. Inga underarter finns listade i Catalogue of Life.